# August Troch

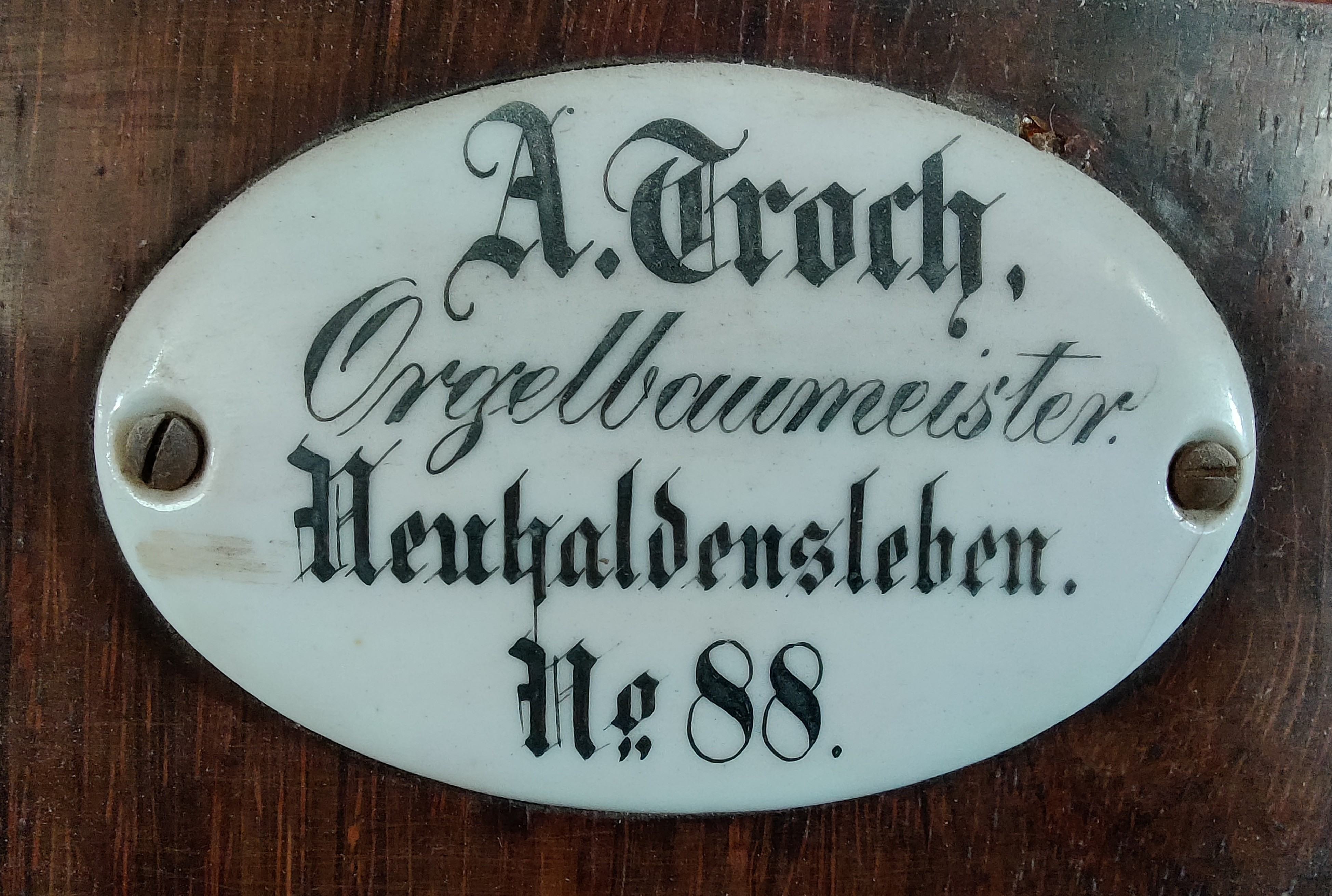
Firmenschild in Marienborn

August Troch (* 13. November 1817 in Bornstedt; † 27. Januar 1890 in Neuhaldensleben) war ein deutscher Orgelbauer.

## Leben
August Troch machte sich 1847 in Bornstedt als Orgelbauer selbständig. Ein Jahr später verlegte er den Betrieb nach Neuhaldensleben, wo damit eine bis 1939 währende Orgelbautradition begründet wurde. Ab 1881 war sein Sohn Otto Troch Mitinhaber der damals regional bedeutenden Firma. 1898 übernahm Orgelbaumeister Hugo Hülle (1869–1941) die Werkstatt Troch.
August Troch war der Lehrmeister des seinerzeit führenden dänischen Orgelbauers Daniel Köhne. Bei Otto Troch erhielt unter anderen Eduard Erdmann seine Ausbildung.

## Werkliste (Auswahl)
| Jahr      | Ort           | Kirche                        | Bild | Manuale | Register | Anmerkungen |
| --------- | ------------- | ----------------------------- | ---- | ------- | -------- | --- |
| 1849–1850 | Quarnebeck    | Dorfkirche                    |      | I       | 6        | Opus 4. 1917 mussten die Prospektpfeifen für Rüstungszwecke abgegeben werden; 1931 Einbau eines Pedals mit einem Subbass 16' durch Orgelbauer Erdmann; 1982 und 1983 Reparatur im Rahmen einer Orgelbauwoche; 2019 bis 2020 wurde das Instrument durch Orgelbaumeister Amadeus Junker aus Meinersen grundlegend saniert. |
| 1851      | Morsleben     | Sankt-Petrus-Kirche           |      | I/P     | 7 (11)   | restauriert 2004 durch Orgelbauer Martin Lodahl aus Dingelstedt in einem ersten Bauabschnitt (7 Manualregister) |
| 1853      | Ivenrode      | Salvator-Kirche               |      |         |          | |
| 1855      | Jeetze        | Dorfkirche                    |      | II      | 15       | |
| 1856      | Flechtingen   | Patronatskirche               |      | II/P    | 19       | unverändert erhalten |
| 1857      | Weferlingen   | St.-Lamberti-Kirche           |      | II/P    | 27       | Die Orgel wurde unvollendet eingeweiht am 4. Oktober 1857, revidiert am 5. Dezember 1857. Der Einbau der Oboe erfolgte vom 25. Februar bis 5. März 1859. Danach fand am 13. April 1859 die Abnahme statt. |
| 1857–1858 | Calvörde      | St.-Georgs-Kirche             |      | II/P    | 28       | Neubau hinter dem Prospekt von Christoph Treutmann (1742), der um zwei Seitentürme erweitert wurde, unter Einbeziehung einiger Treutmann-Register; 1903 Änderungen der Disposition durch Orgelbauer Hugo Hülle aus Neuhaldensleben; erhalten. |
| 1858      | Bülstringen   | Kirche zur Hl. Dreifaltigkeit |      |         |          | |
| 1861      | Bregenstedt   | Dorfkirche                    |      |         |          | |
| 1862      | Gehrendorf    | Dorfkirche                    |      | I/P     |          | 2022 Restaurierung der Orgel durch Firma Orgelbau Reinhard Hüfken, Halberstadt. |
| 1862      | Siegersleben  | Marienkirche                  |      | I/P     | 11       | Restaurierung der Orgel 2014/2015 durch die Orgelbaumeister Gerd-Christian und Thomas Bochmann aus Kohren-Sahlis. → Orgel |
| 1863      | Plötzky       | St. Maria Magdalena           |      |         |          | |
| 1864      | Hörsingen     | St.-Stephanus-Kirche          |      |         |          | Die 1864 gebaute Orgel wurde 1875 in Hörsingen aufgestellt. |
| 1866      | Jübar         | Dorfkirche                    |      | I/P     | 8        | |
| 1867      | Belsdorf      | Dorfkirche                    |      | I/P     | 7        | Zurzeit nicht spielbar. → Orgel |
| 1868      | Druxberge     | St.-Jakobus-Kirche            |      |         |          | Erhalten; 2014 restauriert. |
| 1868      | Immekath      | Dorfkirche                    |      | II/P    | 15       | Die Orgel gehört zu den größten noch von August Troch vorhandenen Instrumenten. 2017 Restaurierung der Orgel durch Orgelbaumeister Jörg Dutschke aus Salzwedel. |
| 1873      | Bismark       | Stadtkirche                   |      |         |          | 1947 durch ein Instrument der Potsdamer Orgelbauanstalt Alexander Schuke ersetzt. |
| 1874      | Elbenau       | St.-Pankratius-Kirche         |      | I/P     | 12       | Nicht mehr spielbar. |
| 1875      | Klietznick    | Dorfkirche                    |      | I/P     | 5        | 1998 übernahm der Orgelbaumeister Jörg Dutschke die Reparatur bzw. Rekonstruktion der stark beschädigten Orgel. |
| 1877–1878 | Haldensleben  | Sankt-Marien-Kirche           |      | III/P   | 42       | Entwurf der während des Orgelbaues in Konkurs gegangenen Firma Karl Böttcher, Magdeburg, 1877/1878 durch Troch vollendet. Neugotischer Orgelprospekt der Orgelbauwerkstatt Wilhelm Sauer, (Frankfurt (Oder)). 1936 durch die Halberstädter Orgelbaufirma Eduard Hülle grundlegend verändert. Eine von 1995 bis 1998 in drei Bauabschnitten durchgeführte Reparatur der Orgel durch die Firma Schuke-Orgelbau (Potsdam) führte zu einer vorübergehenden Bespielbarkeit des Instrumentes. Der Gemeindekirchenrat hat 2020 die Sanierung der Orgel, die in zwei Bauabschnitten realisiert werden soll, durch die Firma Hermann Eule Orgelbau, Bautzen, beschlossen. |
| 1877–1878 | Hundisburg    | St. Andreas                   |      | II/P    | 17       | |
| 1880      | Rottmersleben | St.-Jakobus-Kirche            |      | II      |          | 2010 restauriert. |
| 1881      | Schenkenhorst | Dorfkirche                    |      | II/P    | 18       | Eine Generalinstandsetzung der Troch-Orgel, eine der größten Orgeln im Altkreis Gardelegen, erfolgte 2012 durch Orgelbauer Martin Lodahl aus Dingelstedt. |
| 1882      | Badeleben     | St.-Petrus-Kirche             |      |         |          | Die Kirchengemeinde Badeleben kaufte 1882 eine Orgel, die von Orgelbauer J. B. Sasse aus Gotha ursprünglich als Positiv für die Kirche in Sunstedt gebaut worden war. Zugleich mit dem Einbau des Instrumentes durch August Troch erfolgte auch der Anbau eines Pedals und die Umänderung der Disposition. Nachdem die Orgel 1934 als „nicht reparaturfähig“ eingestuft worden war, wurde sie 1937 durch den Orgelbaubetrieb Furtwängler & Hammer (Hannover) unter Einbeziehung verschiedener Teile des alten Instrumentes erneuert und umgebaut. |
| 1883      | Dannefeld     | Dorfkirche                    |      |         |          | |
| 1884      | Krüssau       | Jacobuskirche                 |      |         |          | |
| 1885      | Marienborn    | Stiftskirche St. Marien       |      | II/P    | 13       | Opus 88, nicht mehr spielbar. → Orgel |
| 1885      | Kakerbeck     | Dorfkirche                    |      |         |          | |
| 1887      | Zobbenitz     | St.-Anna-Kirche               |      | I/P     | 8        | 1998 unter Verwendung des Gehäuses sowie eines Teils des Pfeifenwerks neu gebaut von Jörg Bente aus Helsinghausen. |
| 1888      | Mehmke        | Dorfkirche                    |      | II/P    |          | Opus 93. 2020 Sanierung der Orgel durch Orgelbaumeister Jörg Dutschke. |
| 1890      | Samswegen     | St. Sebastian                 |      |         |          | Der Orgelprospekt wurde von der Firma Gustav Kuntzsch, Anstalt für kirchliche Kunst, Wernigerode, hergestellt. |
| 1895      | Zens          | St. Stephan                   |      | II/P    | 9        | |
| 1898      | Mellin        | Dorfkirche                    |      | I/P     | 5        | restauriert 1991 durch Jörg Dutschke → Orgel |